# Balantium antarcticum
Balantium antarcticum là một loài dương xỉ trong họ Dicksoniaceae. Loài này được Labill. C. Presl mô tả khoa học đầu tiên năm 1836.